# Tragella

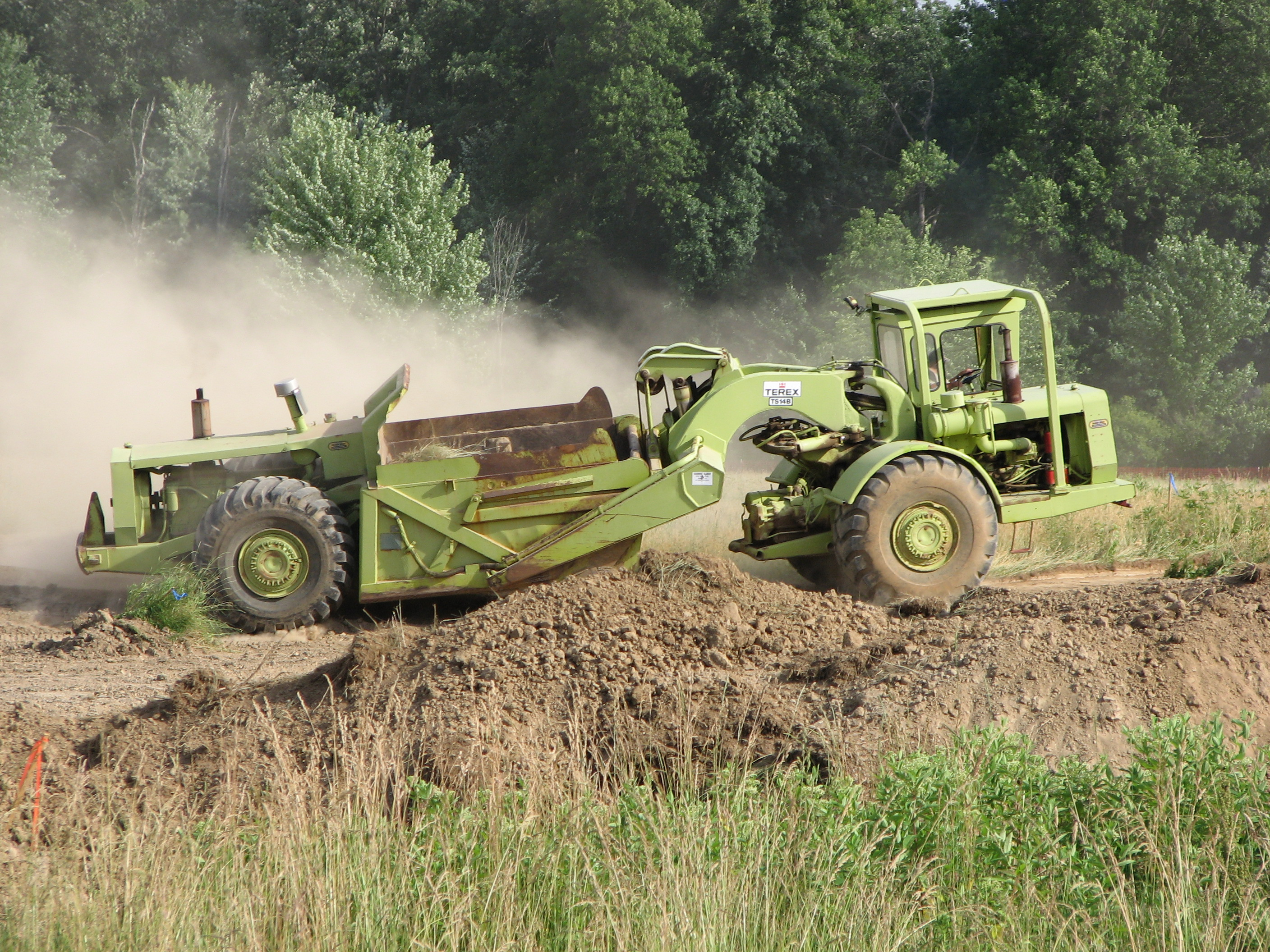
Tragella

La tragella, en agricultura, és un instrument que serveix per passar d'una part a una altra la terra amb facilitat quan es vol aplanar o igualar algun terreny.

## Descripció
Com a eina agrícola presenta forma d'un caixó obert per un costat, que presenta una mena de fulla talladora utilitzada com a recollidor, que es arrossegat o empès, per a llevar les desigualtats que presenta un terreny.  
Antigament la tragella es lligava a una o dues cavalleries que ho arrossegaven fins al lloc en què es buidava la terra. L'home que les guiava les bolcava amb només aixecar una mica la part de darrere per al que també comptava amb una o dues manetes.
Actualment hi ha accessoris mecànics que s'utilitzen amb tractors o altres vehicles motoritzats, i que són utilitzats també en obres públiques, amb els quals es recull la terra que sobra en un lloc i la distribueix en altres llocs on manca, aconseguit anivellar el terreny.
Aquestes tragelles mecàniques consten d'una estructura metàl·lica en forma de caixa, en el vora inferior de la qual es troba una làmina de metall (fulla), que es desplaça a una petita profunditat de terra i, de vegades, ajudada per una filera de dents escarificadors, recull la terra que ha sigut remoguda prèviament per un buldòzer. La terra es pot traslladar i descarregar en el punt desitjat. Per a la descàrrega dos cilindres hidràulics aixequen i bolquen la caixa fins que cau el material recol·lectat, en un mateix lloc formant una pila o a mesura que la tragella es va movent cap endavant perquè quedi escampat.
Té diversos noms amb el mateix significat tragella, scraper, mototragella o transportadora.

## Tipus de tragelles
Les tragelles es poden classificar atenent a diferents aspectes:
- Pel mètode de carga. Podríem distingir dos tipus:

Sistema convencional o de caixa oberta: Les tragelles convencionals exigeixen l'aplicació d'un esforç de tracció per carregar els materials a la caixa. Aquest esforç de tracció pot efectuar la tragella mateixa, una altra tragella acoblada a la primera de forma provisional o permanent, o per mitjà de l'ajuda d'un tractor de empenta.
Sistema auto carregable: Les tragelles auto carregables posseeixen un mecanisme d'elevació fixat a la caixa, per carregar els materials.
- Pel nombre d'eixos, podem trobar tragelles de dos o de tres eixos.[9]

- Pel nombre de motors, podem trobar tragelles d'un o dos motors.[9]

- Pel tipus de tracció, les tragelles poden ser, de:[9]

Tracció davantera
Tracció a totes les rodes.
Tracció per eix central
També podem classificar-les atenent a altres aspectes i podem parlar de:
Tragelles hidràuliques d'empenta: són les més utilitzades avui en dia, ja que els sistemes hidràulics dels que van dotades li permet a l'operari carregar i descarregar la terra sense cap tipus d'esforç, sent la força hidràulica la qual fa tota la feina, segons el control de l'usuari. En principi estaven destinades als tractors de major potència, però els avanços tecnològics han fet possible una gamma més extensa per a més diversitat de potències de tractor des d'1 m3 fins a 16 m3 de capacitat amb tractors des de 24 CV fins 450/500 CV.
Tragelles de volteig:  Les tragelles de volteig s'utilitzen per a tractors de fins a 140 CV i per a treballs d'una amplada d'entre 2,10 i 2,50 m, presenten una estructura més senzilla que les tragelles  hidràuliques d'empenta. Estan especialment dissenyades per a petits i senzills treballs de moviment de terra agrícoles. Per a la descàrrega de la terra utilitzen un sistema de volteig accionat des de la cabina. Poden ser de dos tipus, volteig mecànic o hidràulic.
Tragelles per vinyes i arbrats: Pensades per a tractors fruiters o vinyaters, aquestes tragelles són més petites en capacitat i en amplada ja que estan dissenyades per adaptar-se a l'amplada dels carrers de entre les vinyes o arbrats d'entre 1 i 2 m. L'enganxament és particularment diferent a l'oferir un sistema de gir diferent ja que normalment aquestes màquines van enganxades als braços del tractor. Poden ser de volteig mecànic, hidràulic i d'empenta.